# Boris Snietkow
Boris Wasiljewicz Snietkow (ros. Бори́с Васи́льевич Сне́тков, ur. 27 lutego 1925 w Saratowie, zm. 18 września 2006 w Moskwie) – radziecki dowódca wojskowy, generał armii.

## Życiorys
Od 1942 służył w Armii Czerwonej, w pułku artyleryjskim Nadwołżańskiego Okręgu Wojskowego, 1943 skończył szkołę artyleryjską w Kijowie. Od XI 1943 na froncie II wojny światowej, dowódca plutonu dział samobieżnych w 9 i 395 gwardyjskich pułkach, od końca wojny dowódca batalionu. Podczas walk zniszczył kilka niemieckich czołgów typu Tiger. Latem 1945 wysłany na Daleki Wschód, brał udział w wojnie ZSRR z Japonią w składzie wojsk 1 Frontu Dalekowschodniego jako pomocnik szefa sztabu pułku czołgów. Po wojnie zajmował stanowiska sztabowe w Nadbałtyckim Okręgu Wojskowym i Kijowskim Okręgu Wojskowym. W latach 1946–1950 pomocnik szefa sztabu pułku ds. operacyjnych. W 1953 ukończył studia w Wojskowej Akademii Wojsk Pancernych im. Stalina, następnie w latach 1953-1959 szef sztabu pułku, kolejno w 1959-1965 szef wydziału operacyjnego sztabu dywizji i dowódca pułku czołgów. W latach 1965–1966 szef sztabu dywizji, w 1968 ukończył Wojskową Akademię Sztabu Generalnego Sił Zbrojnych ZSRR im. K. Woroszyłowa, 1968-1971 dowódca dywizji pancernej Kijowskiego Okręgu Wojskowego, V 1971 - VIII 1973 szef sztabu - I zastępca dowódcy 3 Armii w Grupie Wojsk Radzieckich w Niemczech. Od sierpnia 1973 do lipca 1975 dowódca 1 Gwardyjskiej Armii Pancernej w Grupie Wojsk Radzieckich w Niemczech (Drezno). Następnie od lipca 1975 do stycznia 1979 I zastępca głównodowodzącego Grupą Wojsk Radzieckich w Niemczech, I 1979 - X 1981 dowódca Syberyjskiego Okręgu Wojskowego, XI 1981 - XI 1986 dowódca wojsk Leningradzkiego Okręgu Wojskowego, XI 1989 - VI 1989 głównodowodzący Grupy Wojsk Radzieckich w Niemczech. Od XII 1989 wojskowy inspektor-doradca Grupy Generalnych Inspektorów Ministerstwa Obrony ZSRR. Od V 1992 na emeryturze. Generał major od 29 IV 1970, generał porucznik od 8 V 1974, generał pułkownik od 1979, generał armii od 7 V 1986. Deputowany do Rady Najwyższej ZSRR 10 i 11 kadencji (1979-1989), ludowy deputowany ZSRR (1989-1991), 1945-1991 członek WKP(b)/KPZR, 1986-1990 kandydat na członka KC KPZR.

## Odznaczenia
- Order Lenina
- Order Rewolucji Październikowej
- Order Wojny Ojczyźnianej I klasy (trzykrotnie)
- Order Wojny Ojczyźnianej II klasy
- Order Czerwonej Gwiazdy (dwukrotnie)
- Order „Za służbę Ojczyźnie w Siłach Zbrojnych ZSRR” III klasy
- Medal „Za Odwagę”
- Medal „Za zasługi bojowe”
- Medal 100-lecia urodzin Lenina
- Medal „Za wyróżnienie w ochronie granic państwowych ZSRR”
- Medal „Za zwycięstwo nad Niemcami w Wielkiej Wojnie Ojczyźnianej 1941–1945”
- Medal jubileuszowy „Dwudziestolecia zwycięstwa w Wielkiej Wojnie Ojczyźnianej 1941–1945”
- Medal jubileuszowy „Trzydziestolecia zwycięstwa w Wielkiej Wojnie Ojczyźnianej 1941–1945”
- Medal jubileuszowy „Czterdziestolecia zwycięstwa w Wielkiej Wojnie Ojczyźnianej 1941–1945”
- Medal jubileuszowy „50-lecia zwycięstwa w Wielkiej Wojnie Ojczyźnianej 1941–1945”
- Medal 60-lecia Zwycięstwa w Wielkiej Wojnie Ojczyźnianej 1941-1945
- Medal „Za zwycięstwo nad Japonią”
- Medal „Za zdobycie Królewca”
- Medal „Weteran Sił Zbrojnych ZSRR”
- Medal „Za Umacnianie Braterstwa Broni”
- Medal jubileuszowy „30 lat Armii Radzieckiej i Floty”
- Medal jubileuszowy „40 lat Sił Zbrojnych ZSRR”
- Medal jubileuszowy „50 lat Sił Zbrojnych ZSRR”
- Medal jubileuszowy „60 lat Sił Zbrojnych ZSRR”
- Medal jubileuszowy „70 lat Sił Zbrojnych ZSRR”
- Medal „W upamiętnieniu 1500-lecia Kijowa”
- Medal „Za nienaganną służbę” I klasy
- Medal Za Nienaganną Służbę II klasy
- Order Czerwonego Sztandaru (Mongolia)
- Medal Za Zasługi Bojowe (Mongolia)
- Medal 60-lecia Mongolskiej Armii Ludowej (Mongolia)
- Medal 50-lecia Mongolskiej Armii Ludowej (Mongolia)
- Medal Za umacnianie braterstwa broni (Czechosłowacja)
- Medal Braterstwa Broni (NRD)